# Каполего рудоголовий
Каполе́го рудоголовий (Pseudotriccus ruficeps) — вид горобцеподібних птахів родини тиранових (Tyrannidae). Мешкає в Андах.

## Поширення і екологія
Рудоголові каполего мешкають в Колумбії, Еквадорі, Перу і Болівії. Вони живуть у вологих гірських тропічних лісах Анд. Зустрічаються на висоті від 1850 до 3350 м над рівнем моря.